# Correzzana
Correzzana är en ort och kommun i provinsen Monza e Brianza i regionen Lombardiet i Italien. Kommunen hade 3 033 invånare (2018).